# بحيرة ميرور
بحيرة ميرور (بالعربية تعني: بحيرة المرآة)، هي بحيرة موسمية صغيرة تقع على تينيا كريك في منتزه يوسيميتي الوطني. تقع في تينيا كانيون مباشرة بين شمال قبة ونصف القبة، وهي البقية الباقية من البحيرة الجليدية الكبيرة التي تملأ مرة واحدة أكثر من وادي يوسمايت في نهاية العصر الجليدي الأخير، وعلى مقربة من الزوال بسبب تراكم الرواسب.
- 1864 صورة بواسطة تشارلز ليندر ويد
- سبتمبر 1962
- فبراير 2011

## وصلات خارجية
"Mirror Lake". نظام معلومات الأسماء الجغرافية, U.S. Geological Survey.